# Gran Premio motociclistico delle Nazioni 1960
Il Gran Premio motociclistico delle Nazioni fu l'ultimo appuntamento del motomondiale 1960.
Si svolse l'11 settembre 1960 presso l'Autodromo di Monza. Erano in programma tutte le classi tranne i sidecar.
La giornata si aprì con le gare nazionali per le categorie 125 Sport (alle 9.30, su 16 giri, con 31 partenti) e 175 Sport (alle 10.30, su 18 giri, con 35 partenti): la prima fu vinta da Franco Farnè (Ducati), mentre nella seconda la giuria assegnò la vittoria "ex aequo" a Francesco Villa (Ducati) e Paolo Baronciani (MotoBi)
Il programma del Mondiale iniziò alle 12.30 con la 125, risolta in una volata a tre tra Ernst Degner, Carlo Ubbiali e Bruno Spaggiari, da cui uscì vincitore Ubbiali.
Seguì alle 13.40 la 350, nella quale John Surtees fu costretto al ritiro da un calo di prestazioni. La vittoria andò all'altra MV Agusta 4 cilindri pilotata da Gary Hocking.
La 250 (ore 15.00) vide ancora Ubbiali vittorioso.
Chiuse il programma, alle 16.15, la 500. Quinta vittoria stagionale di Surtees, che doppiò tutti tranne il suo compagno di Marca Emilio Mendogni.

## Classe 500

### Arrivati al traguardo
| Pos. | Pilota            | Moto      | Tempo      | Punti |
| ---- | ----------------- | --------- | ---------- | ----- |
| 1    | John Surtees      | MV Agusta | 1h 05' 14" | 8     |
| 2    | Emilio Mendogni   | MV Agusta | +1' 16" 7  | 6     |
| 3    | Mike Hailwood     | Norton    | +1 giro    | 4     |
| 4    | Paddy Driver      | Norton    | +1 giro    | 3     |
| 5    | John Hartle       | Norton    | +1 giro    | 2     |
| 6    | Jim Redman        | Norton    | +2 giri    | 1     |
| 7    | Hugh Anderson     | Norton    | +2 giri    |       |
| 8    | Jack Findlay      | Norton    | +2 giri    |       |
| 9    | Dickie Dale       | Norton    | +3 giri    |       |
| 10   | Jacques Insermini | Norton    | +3 giri    |       |
| 11   | Lothar John       | BMW       | +3 giri    |       |
| 12   | Heinz Kauert      | Matchless | +3 giri    |       |
| 13   | Vasco Loro        | Norton    | +5 giri    |       |

### Ritirati
| Pilota              | Moto      | Motivo ritiro |
| ------------------- | --------- | ------------- |
| Paolo Campanelli    | Norton    |               |
| Emanuele Maugliani  | Gilera    |               |
| Renzo Rossi         | Gilera    |               |
| Luigi Marcelli      | Norton    |               |
| Benedetto Zambotti  | Gilera    |               |
| Giuseppe Dardanello | Norton    |               |
| Rudolf Gläser       | Norton    |               |
| Hans-Günther Jäger  | BMW       |               |
| Giuseppe Mantelli   | Gilera    |               |
| Remo Venturi        | MV Agusta |               |
| Bob Anderson        | Norton    |               |
| Alfredo Milani      | Gilera    |               |
| Benedetto Zambotti  | Gilera    |               |
| Martinus Van Son    | Norton    |               |
| Artemio Cirelli     | Gilera    |               |

## Classe 350
26 piloti alla partenza.

### Arrivati al traguardo
| Pos. | Pilota            | Moto      | Tempo     | Punti |
| ---- | ----------------- | --------- | --------- | ----- |
| 1    | Gary Hocking      | MV Agusta | 52' 45"   | 8     |
| 2    | František Šťastný | Jawa      | +28" 1    | 6     |
| 3    | John Hartle       | Norton    | +1' 30" 1 | 4     |
| 4    | Dickie Dale       | Norton    | +1 giro   | 3     |
| 5    | Bob Anderson      | Norton    | +1 giro   | 2     |
| 6    | Hugh Anderson     | AJS       | +1 giro   | 1     |
| 7    | Rudi Thalhammer   | Norton    | +1 giro   |       |
| 8    | Paddy Driver      | Norton    | +1 giro   |       |
| 9    | Hans Pesl         | Norton    | +1 giro   |       |
| 10   | Alfredo Milani    | Norton    | +2 giri   |       |
| 11   | Jacques Insermini | Norton    | +2 giri   |       |
| 12   | Osvaldo Perfetti  | Bianchi   | +2 giri   |       |
| 13   | Hans Kauert       | AJS       | +2 giri   |       |
| 14   | Rudolf Gläser     | Norton    | +3 giri   |       |

### Ritirati
| Pilota            | Moto      | Motivo ritiro       |
| ----------------- | --------- | ------------------- |
| Mike Hailwood     | Ducati    |                     |
| Ken Kavanagh      | Ducati    |                     |
| Ernesto Brambilla | Bianchi   |                     |
| Gianfranco Muscio | Bianchi   |                     |
| Horst Kassner     | n.d.      |                     |
| John Surtees      | MV Agusta | calo di prestazioni |
| Geoff Tanner      | Norton    | infortunio          |

## Classe 250
25 piloti alla partenza.

### Arrivati al traguardo
| Pos. | Pilota                | Moto      | Tempo     | Punti |
| ---- | --------------------- | --------- | --------- | ----- |
| 1    | Carlo Ubbiali         | MV Agusta | 43' 14" 8 | 8     |
| 2    | Jim Redman            | Honda     | +40" 4    | 6     |
| 3    | Ernst Degner          | MZ        | +41" 2    | 4     |
| 4    | Kunimitsu Takahashi   | Honda     | +42" 9    | 3     |
| 5    | Gilberto Milani       | Honda     | +1' 16" 8 | 2     |
| 6    | Yukio Satoh           | Honda     | +1' 39" 1 | 1     |
| 7    | Alberto Pagani        | Ducati    | +1' 39" 4 |       |
| 8    | František Šťastný     | Jawa      | +1 giro   |       |
| 9    | Horst Kassner         | NSU       | +2 giri   |       |
| 10   | John Dixon            | Adler     | +2 giri   |       |
| 11   | Alberto Gandossi      | MZ        | +3 giri   |       |
| 12   | Michael Schneider     | NSU       | +3 giri   |       |
| 13   | Xaver Heiß            | NSU       | +3 giri   |       |
| 14   | Siegfried Lohmann     | Adler     | +3 giri   |       |
| 15   | Gianemilio Marchesani | CM        | +4 giri   |       |

### Ritirati
| Pilota             | Moto      | Motivo ritiro |
| ------------------ | --------- | ------------- |
| Luigi Taveri       | MV Agusta |               |
| Gary Hocking       | MV Agusta |               |
| John Hempleman     | MZ        |               |
| Silvio Grassetti   | Benelli   |               |
| Rudi Thalhammer    | NSU       |               |
| Günter Beer        | Adler     |               |
| Alessandro Brabetz | Benelli   |               |
| Mike Hailwood      | Ducati    |               |
| Fritz Kläger       | n.d.      |               |

## Classe 125
30 piloti alla partenza.

### Arrivati al traguardo
| Pos. | Pilota                | Moto       | Tempo     | Punti |
| ---- | --------------------- | ---------- | --------- | ----- |
| 1    | Carlo Ubbiali         | MV Agusta  | 39' 28" 1 | 8     |
| 2    | Bruno Spaggiari       | MV Agusta  | +0" 2     | 6     |
| 3    | Ernst Degner          | MZ         | +0" 4     | 4     |
| 4    | Jim Redman            | Honda      | +36" 9    | 3     |
| 5    | Gary Hocking          | MV Agusta  | +37"      | 2     |
| 6    | Kunimitsu Takahashi   | Honda      | +1' 24" 3 | 1     |
| 7    | Yukio Satoh           | Honda      | +1' 33" 4 |       |
| 8    | Werner Musiol         | MZ         | +1' 38"   |       |
| 9    | Rex Avery             | EMC        | +1' 38" 8 |       |
| 10   | Franco Farnè          | Ducati     | +1 giro   |       |
| 11   | Gianemilio Marchesani | FB Mondial | +2 giri   |       |
| 12   | Alessandro Brabetz    | Ducati     | +2 giri   |       |
| 13   | Giuseppe Mandolini    | Ducati     | +2 giri   |       |
| 14   | Ulf Svensson          | Ducati     | +2 giri   |       |
| 15   | Zucchi                | Ducati     | +2 giri   |       |
| 16   | Roberto Patrignani    | Ducati     | +2 giri   |       |
| 17   | De Simone             | Ducati     | +2 giri   |       |
| 18   | Bert Schneider        | Rumi       | +3 giri   |       |

### Ritirati
| Pilota           | Moto   | Motivo ritiro |
| ---------------- | ------ | ------------- |
| John Hempleman   | MZ     |               |
| Alberto Gandossi | MZ     |               |
| Vittorio Zito    | n.d.   |               |
| Vincenzo Rippa   | n.d.   |               |
| Francesco Villa  | Ducati |               |
| Morgia           | n.d.   |               |
| Franco Latini    | n.d.   |               |